# سعد الدين وهبة
محمد سعد الدين وهبة (4 فبراير 1925 - 11 نوفمبر 1997)، مؤلف مسرحي وكاتب سيناريو مصري. قدم العديد من المسرحيات منها : سكة السلامة (1964)، السبنسة، كفر البطيخ، كوبري الناموس، الحيطة بتتكلم، رأس العش. وقام بكتابة السيناريو والحوار لعدد من الأفلام السينمائية والأعمال التليفزيونية منها: زقاق المدق، أدهم الشرقاوي، الحرام، مراتي مدير عام، الزوجة الثانية، أرض النفاق، أبي فوق الشجرة، أريد حلا، آه يا بلد آه، السبنسة، قصور الرمال، بابا زعيم سياسي.

## مولده ودراسته
ولد في قرية دميرة مركز طلخا محافظة الدقهلية وتخرج في كلية الشرطة عام 1949، وعمل ضابطا بالشرطة، ثم تخرج في كلية الآداب قسم فلسفة عام 1956 من جامعة الإسكندرية.

## أعماله

### العربية
1. أرزاق (مجموعة قصصية قصيرة) - مطبوعات الشهر 1958
2. المحروسة (مسرحية) - الدار القومية 1962، 1965
3. كفر البطيخ (مسرحية) - الدار القومية 1966
4. حوار مع أرسطو ونادي النفوس العارية (مجموعة مقالات) - الكتاب الذهبي - روز اليوسف 1966
5. السبنسة (مسرحية) - الدار القومية 1966
6. كوبري الناموس (فيلم) - الدار القومية 1966
7. سكة السلامة (مسرحية) - الدار القومية 1967
8. المسامير (مسرحية) - الكاتب العربي 1968
9. سبع سواقي (مسرحية) - دار الفجر 1972
10. يا سلام سلّم الحيطة بتتكلم (مسرحية) - هيئة الكتاب 1974
11. رأس العش (مسرحية) - هيئة الكتاب 1980
12. الوزير شال الثلاجة (مجموعة مسرحيات فصل واحد، 16 مسرحية) - هيئة الكتاب
13. النهر الخالد (قصة حياة الموسيقار محمد عبد الوهاب في الفن والحياة) - دار سعاد الصباح 1992
14. من مفكرة سعد الدين وهبة (الجزء الأول) - الفجر للإنتاج الفني 1994
15. من مفكرة سعد الدين وهبة (الجزء الثاني) - الفجر للإنتاج الفني 1994
16. كفر العشاق (مجموعة قصص قصيرة) - الفجر للإنتاج الفني 1994
17. أرزاق (مجموعة قصص قصيرة) - الفجر للإنتاج الفني 1994
18. أحذية الدكتور طه حسين (مسرحيات الفصل الواحد) - الفجر للإنتاج الفني 1994
19. الذئب يهدد المدينة (مسرحيات الفصل الواحد) - الفجر للإنتاج الفني 1994
20. نصف قرن في الصين (مجموعة مقالات) - الفجر للإنتاج الفني 1994
21. من مفكرة سعد الدين وهبة (الجزء الثالث) - الفجر للإنتاج الفني 1995
22. الأعمال الكاملة للمسرح (الجزء الأول : المحروسة / كفر البطيخ / السبنسة) - الفجر للإنتاج الفني 1995
23. الأعمال الكاملة للمسرح (الجزء الثاني : سكة السلامة / كوبري الناموس / بير السلم) - الفجر للإنتاج الفني 1995
24. من مفكرة سعد الدين وهبة (الجزء الرابع) - الفجر للإنتاج الفني 1995
25. الأعمال الكاملة للمسرح (الجزء الثالث : 3 مسرحيات ممنوعة هي : سبع سواقي / الأستاذ / إسطبل عنتر) - الفجر للإنتاج الفني 1996
26. عدو الشعب في الإسكندرية - الفجر للإنتاج الفني 1996
27. المحروسة 2015 (مسرحية في جزأين أي في فصلين) - الفجر للإنتاج الفني 1996، وهي آخر مسرحياته قبل وفاته .

### باللغات الأجنبية
1. سكة السلامة (بالإنجليزية) - هيئة الكتاب 1979
2. كوبري الناموس (بالإنجليزية) - هيئة الكتاب 1987

### تحت الطبع
1. الأعمال الكاملة للمسرح: الجزء الرابع : كوابيس في الكواليس / المسامير / يا سلام سلم الحيطة بتتكلم.
2. الأعمال الكاملة للمسرح: الجزء الخامس : رأس العش / حبيبتي مصر / العمر لحظة.
3. الأعمال الكاملة للمسرح: الجزء السادس : 8 ستات / سد الحنك / سبع وإلا ضبع.

## جوائز وأوسمة
- 1965: وسام الجمهورية من الطبقة الثالثة.
- 1976: وسام جوقة الشرف الفرنسي من درجة ضابط.
- 1985: وسام الاستحقاق من الطبقة الأولى
- 1988: جائزة الدولة التقديرية في الآداب
- 1990: وسام العلوم والفنون من الطبقة الأولى.